# Col de Chavière
Le col de Chavière est un col de France situé en Savoie, dans le massif de la Vanoise, entre les glaciers de la Vanoise au nord-est et le secteur de l'aiguille de Péclet à l'ouest, entre Tarentaise au nord et Maurienne au sud. Il est franchi par le GR 55 et permet de relier Pralognan-la-Vanoise à Modane.

## Accès et ascension

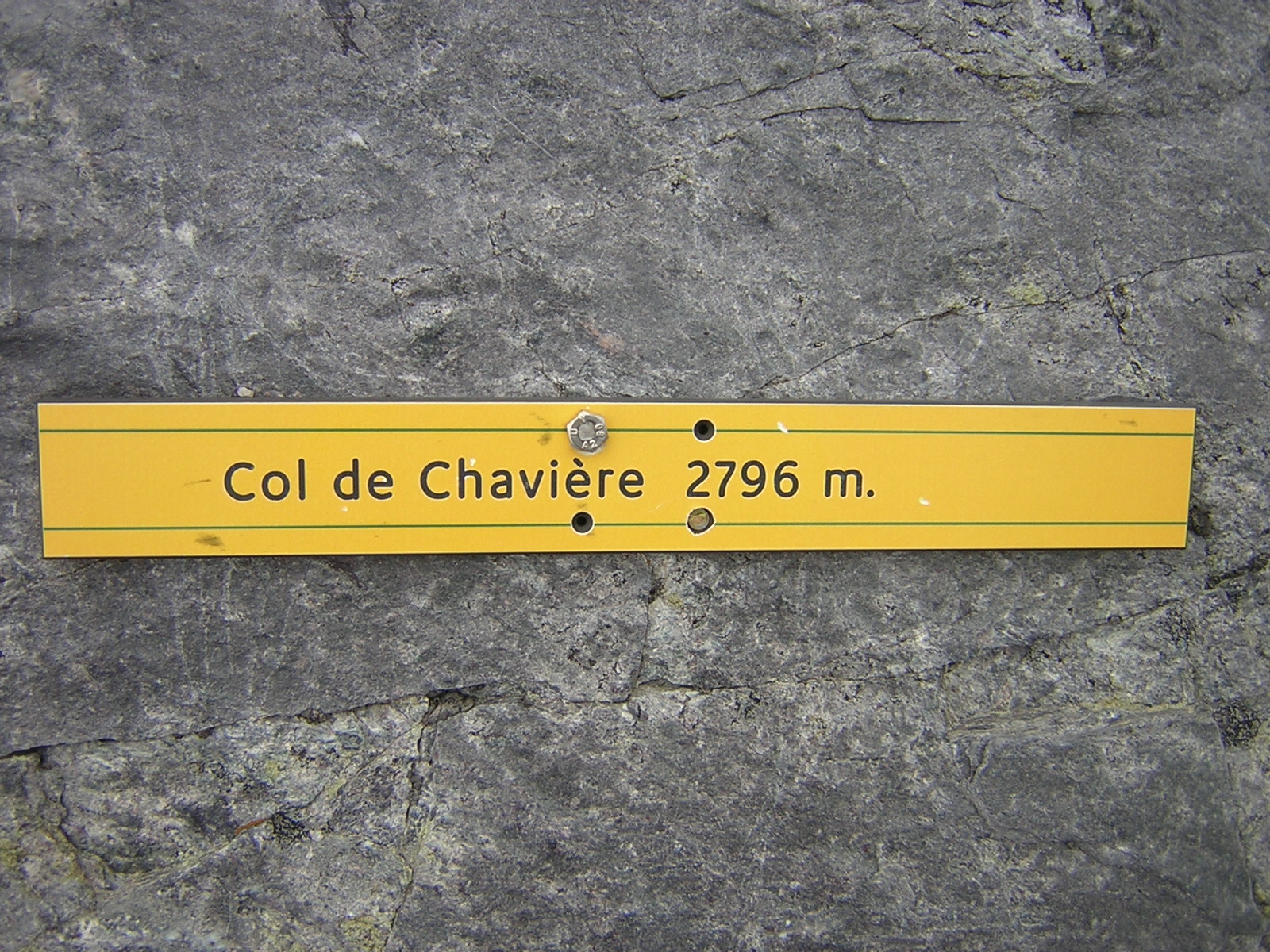
Panneau au col.

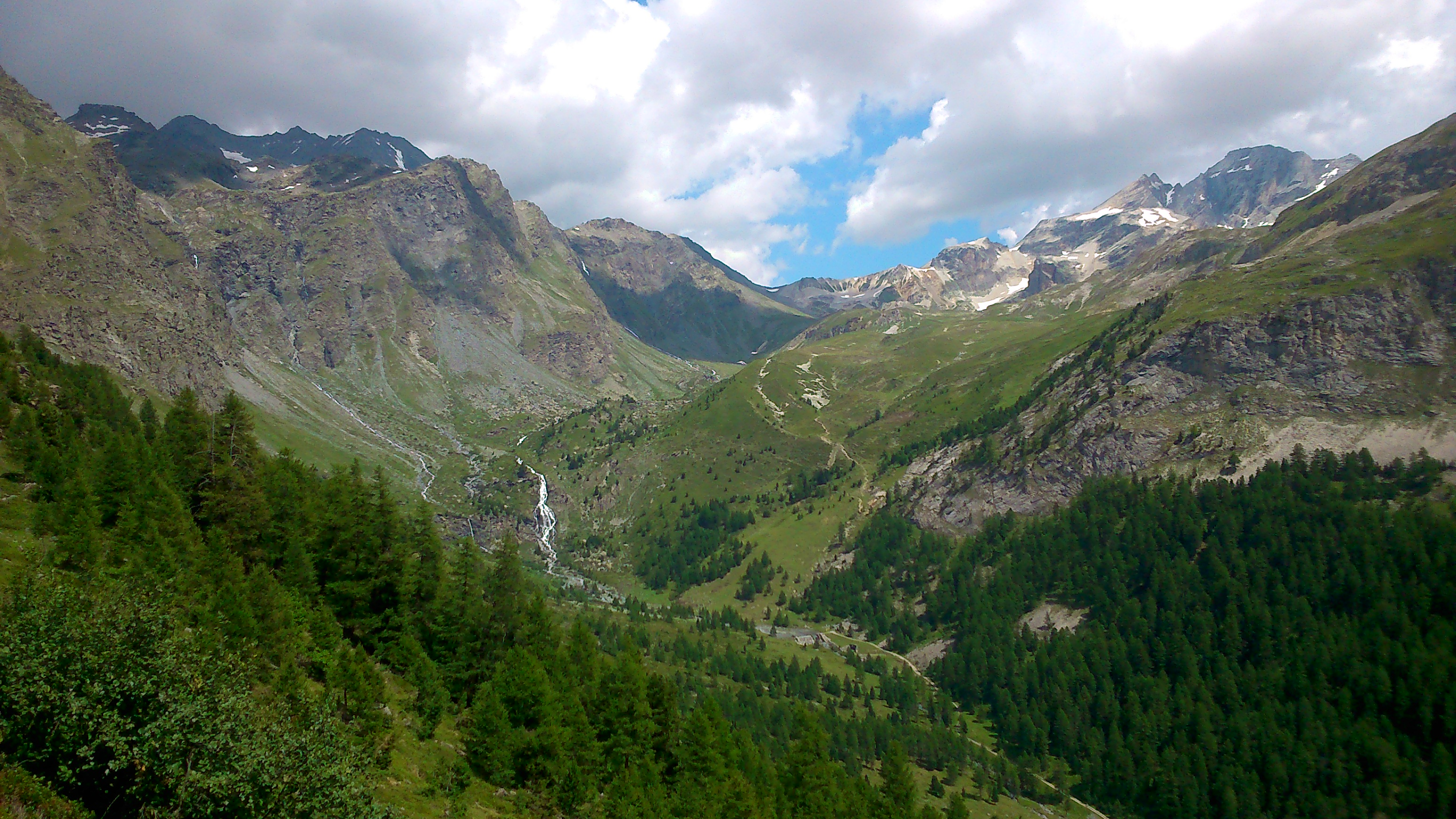
Versant sud du col sous la pointe de l'Échelle à droite.

Pour y accéder, à partir des Prioux, il faut compter 4 heures de marche en passant par le refuge de Péclet-Polset (2h30). Le chemin est bien indiqué et s’il disparait quelquefois, des cairns sont là pour le retrouver. Il n’est pas rare de trouver sur son chemin des névés ou de la neige même en plein été. La dernière montée pour arriver au col est plus pentue (35° maximum) et caillouteuse mais sans grande difficulté. Une fois au col (2 796 mètres) une crête mène vers la pointe de l’Échelle (3 345 mètres) ou bien il est possible de redescendre de l’autre côté vers Modane.

## Faune et flore
Il est fréquent, en dépassant le refuge de Péclet-Polset, de trouver des troupeaux de chamois et de bouquetins ainsi que des marmottes. En avançant vers le col, le paysage devient désertique voire lunaire, mais vous trouverez encore de nombreuses petites fleurs de montagne à regarder sans modération.